# Prosenjakovci
Prosenjakovci (mađarski: Pártosfalva) je naselje u slovenskoj Općini Moravskim Toplicama. Prosenjakovci se nalazi u pokrajini Prekomurju i statističkoj regiji Pomurju. 

## Stanovništvo
Prema popisu stanovništva iz 2002. godine naselje je imalo 187 stanovnika.